# لوکوه (آلیبونار)
لوکوه (به صربی: Lokve) یک منطقهٔ مسکونی در صربستان است که در Alibunar Municipality واقع شده‌است. لوکوه ۱٫۱۹۲۵ کیلومتر مربع مساحت و ۲٬۰۰۲ نفر جمعیت دارد و ۷۶ متر بالاتر از سطح دریا واقع شده‌است.